# Грижо (Маседу-де-Кавалейруш)
Грижо (порт. Grijó) — район (фрегезия) в Португалии, входит в округ Браганса. Является составной частью муниципалитета Маседу-де-Кавалейруш. По старому административному делению входил в провинцию Траз-уж-Монтиш и Алту-Дору. Входит в экономико-статистический субрегион Алту-Траз-уш-Монтеш, который входит в Северный регион. Население составляет 471 человек на 2001 год. Занимает площадь 8,17 км².
Покровителем района считается Мария Магдалина (порт. Santa Maria Madalena e São Caetano).